# Людвіг II (король Баварії)
Лю́двіг II (нім. Ludwig II. Otto Friedrich Wilhelm von Wittelsbach; також званий як Король-Лебідь або Казковий Король (der Märchenkönig); 25 серпня 1845, Мюнхен — 13 червня 1886) — король Баварії (10 березня 1864 — 13 червня 1886), син Максиміліана II
Під час царювання Людвіга Баварія стала частиною Німецької імперії (1871), зберігаючи, як й інші німецькі монархії, значну автономію та власну правлячу династію.
Увійшов до історії як меценат великого композитора Ріхарда Вагнера та своїми архітектурними проєктами, яким притаманна гігантоманія, за що отримав прізвисько Божевільний Людвіг. Зокрема, він намагався створити в баварських горах точну копію Версалю — палац Герренкімзе. Сучасники короля одностайно засуджували його за розтрату грошей, проте створений Людвігом замок Нойшванштайн є нині одним із найбільших туристичних центрів Баварії та важливим джерелом її доходу.
У 1880-ті роки король жив майже в повній ізоляції від суспільства, і 10 червня 1886 року лікар Бер Гуден (Ber Guden) визнав його божевільним. Цей діагноз підписали ще три лікарі, утворивши таким чином консиліум. За два дні по тому Людвіг потонув в озері біля власного замку Берг. Обставини загибелі короля і його лікаря, що потонув разом з ним, залишилися остаточно не з'ясованими.
У XX столітті образ Людвіга був популярним у літературі та мистецтві, він став героєм однойменного фільму Лукіно Вісконті (1972), роману Л. А. де Вільєни «Золото та безумство над Баварією» (1998).

## Замки
Король Людвіг ІІ народився в палаці Німфенбург, зведеному 1675 року його предками. Своє дитинство провів у замку Гоеншванґау, який згодом став його літньою резиденцією.

### Замок Нойшванштайн
Людвіг поділився своїми ідеями про будівництво нового замку з Ріхардом Вагнером 1868 року. Перший камінь у фундамент замку було закладено 5 вересня 1869 року. Замок, який став улюбленою резиденцією Людвіга, був готовий 1884 року. Замок прикрашений зсередини сценами з улюбленої опери Людвіга «Лоенгрін».

### Королівський будинок на Шахені
У 1869—1872 роках у горах Веттерштайн за вказівкою Людвіга був побудований альпійський дерев'яний будинок. З середини 1870-х років Людвіг проводив на самоті Шахена свій день народження. У скромному будинку на другому поверсі знаходиться оформлена в східному стилі «турецька кімната».

### Замок Ліндергоф
Замок Ліндергоф був побудований у 1874—1878 роках на місці так званого «королівського будиночка» його батька Максиміліана II. Ліндергоф є найменшим з трьох побудованих Людвігом замків, але єдиним добудованим до кінця. Людвіг проживав тут тривалий час.

### Замок Герренкімзе
Людвіг придбав острів Герренінзель на Кімзеє 26 вересня 1873 року. Тут він планував звести повну копію Версальського палацу.

### Замок Берг
Останнім притулком короля став замок Берг, куди його доставили під охороною після визнання душевнохворим і позбавлення влади.

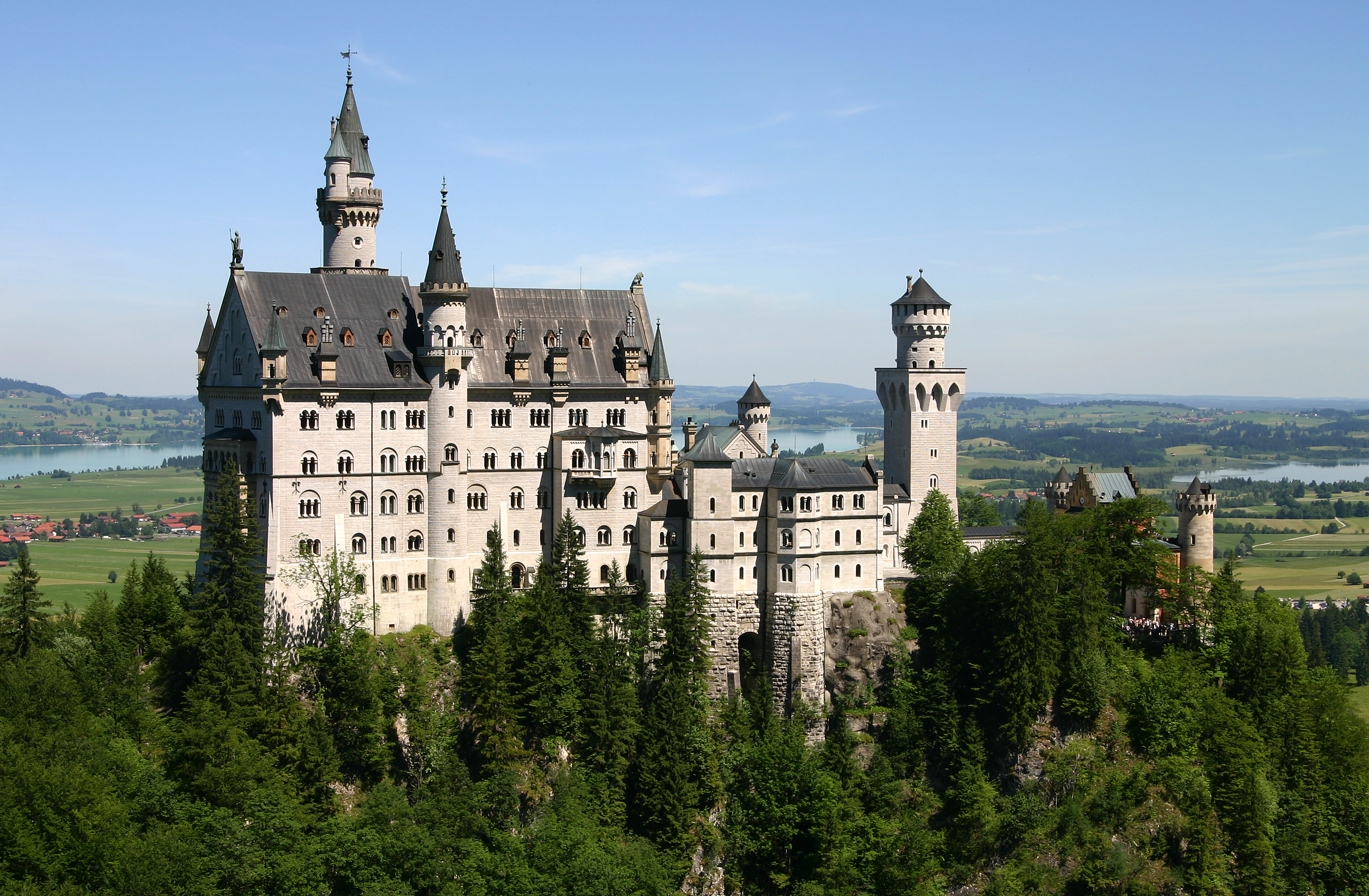
Замок Нойшванштайн
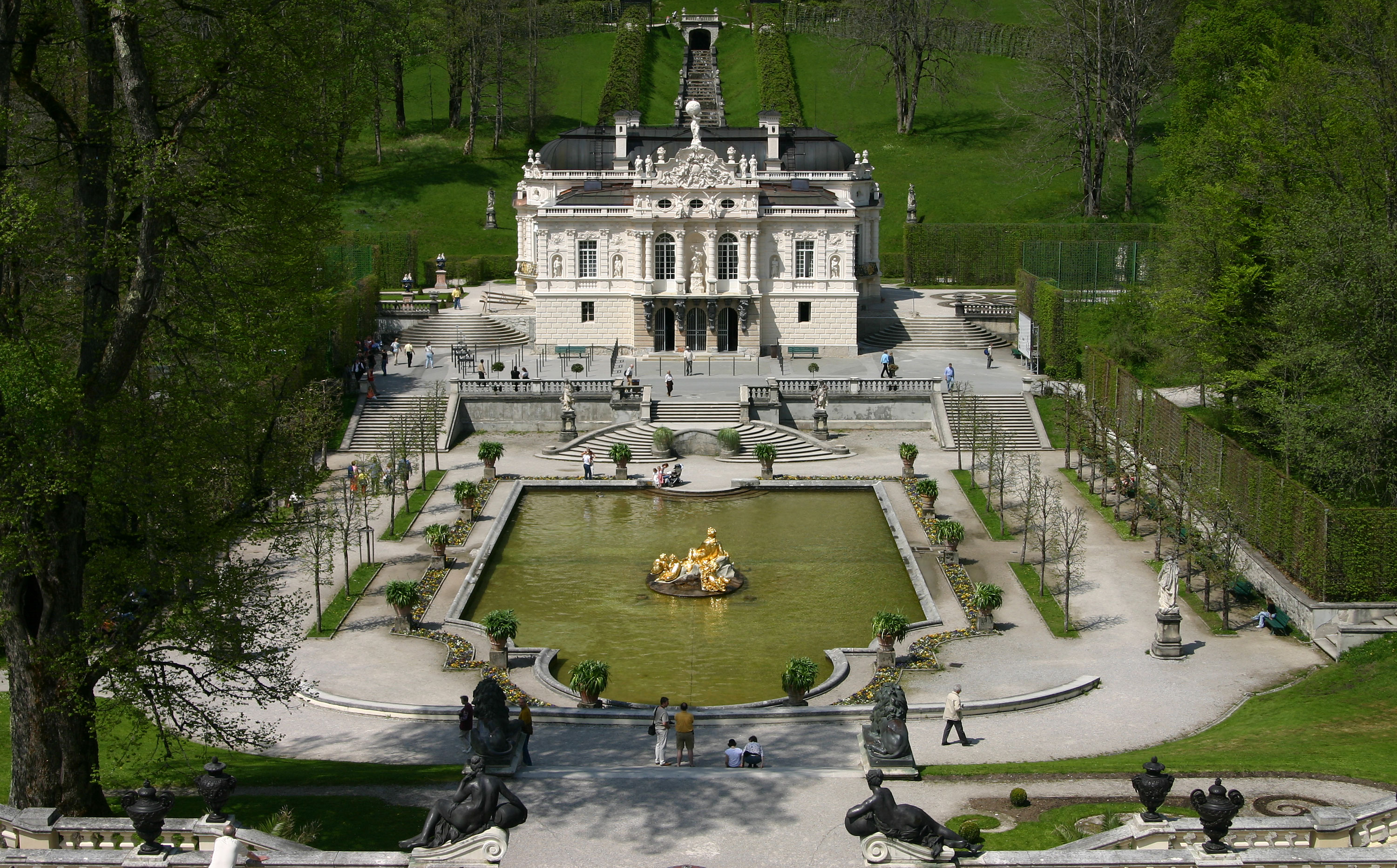
Ліндергоф
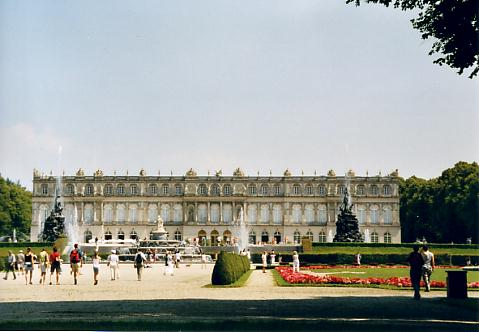
Палац Герренкімзе
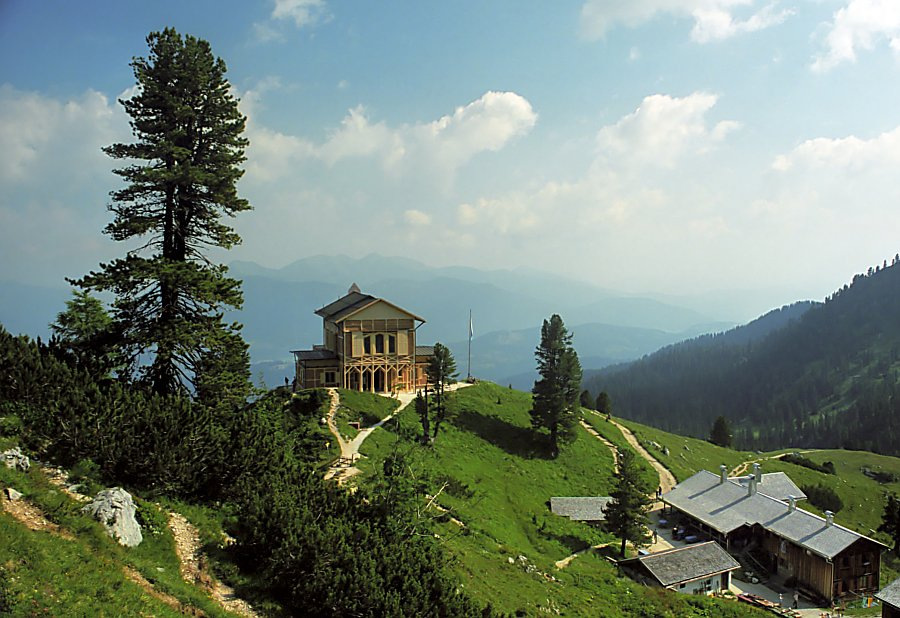
Будинок на Шахені

## Особисте життя

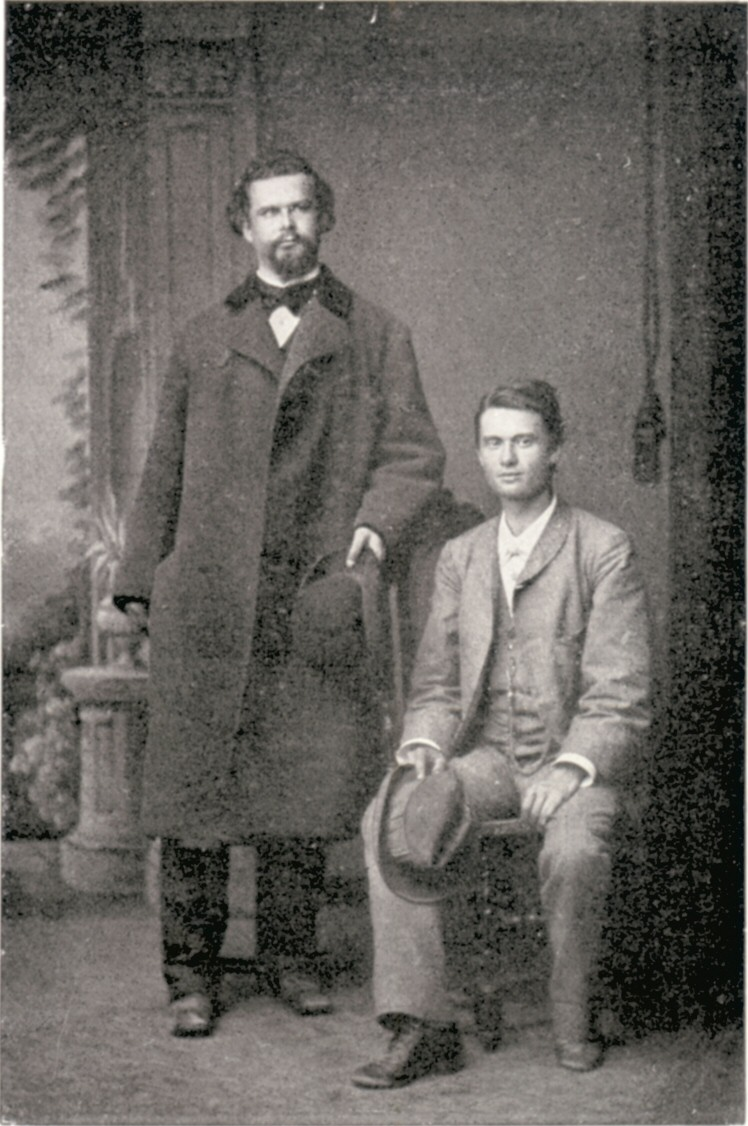
Людвіг II з актором Йозефом Кайнцем, 1881 р.

Людвіг ніколи не був одружений і не мав відомих коханок. Його щоденник, особисті листи та інші документи свідчать про його сильне гомосексуальні бажання, яке він намагався придушити, щоб залишатися правовірним католиком. Гомосексуальність не каралася в Баварії з 1813 року, але об'єднання Німеччини під прусською гегемонією в 1871 році запровадило параграф 175, який криміналізував гомосексуальні акти між чоловіками.
Протягом свого правління Людвіг мав низку близьких дружніх стосунків з чоловіками, зокрема зі своїм ад'ютантом баварським принцом Паулем фон Турн-унд-Таксисом, головним конюхом Ріхардом Горнігом, угорським актором Йозефом Кайнцем та придворним Альфонсом Вебером. Листи Людвіга свідчать, що квартирмейстер королівських стайень Карл Гессельшвердт постачав йому чоловіків.

## В сучасній культурі
- Фільм Лукіно Вісконті «Людвиг», в ролі Гельмут Бергер
- Фільм Петера Зегра[de] «Людвиг Баварський», в ролі Сабін Тамбреа[de] та Себастян Шіппер[de]

## Нагороди

### Баварське королівство[8]
Людвіг був великим магістром всіх баварських орденів.
- Орден Святого Губерта
- Орден Святого Георгія (Баварія)
- Військовий орден Максиміліана Йозефа, великий хрест
- Орден «За заслуги» Баварської корони, великий хрест
- Орден Святого Михайла (Баварія)
- Орден Максиміліана «За досягнення в науці та мистецтві» (Баварія)
- Орден Людвіга (Баварія)
- Орден «За військові заслуги» (Баварія), великий хрест (1866) — засновник ордена.

### Прусське королівство
- Орден Чорного орла з ланцюгом
  - орден (24 серпня 1863)
  - ланцюг (1872)
- Орден Червоного орла, великий хрест (24 серпня 1863)

### Австро-Угорщина[9]
- Орден Золотого руна (1864)
- Королівський угорський орден Святого Стефана, великий хрест (1868)

### Велике герцогство Баденське
- Орден Вірності (Баден) (1864)
- Орден Церінгенського лева, великий хрест (1864)

### Італійське королівство
- Вищий орден Святого Благовіщення (31 травня 1869)
- Орден Святих Маврикія та Лазаря, великий хрест (31 травня 1869)
- Орден Корони Італії, великий хрест (31 травня 1869)

### Інші країни
- Орден Заслуг герцога Петра-Фрідріха-Людвіга, великий хрест із золотою короною (Велике герцогство Ольденбурзьке; 4 листопада 1862)
- Орден Людвіга, великий хрест (Велике герцогство Гессенське; 7 вересня 1863)
- Орден Андрія Первозванного (Російська імперія; вересень 1863)
- Орден Карлоса III, великий хрест з ланцюгом (Іспанія; 5 квітня 1864)
- Орден Серафимів (Шведсько-норвезька унія; 9 квітня 1864)
- Орден Білого Сокола, великий хрест (Велике герцогство Саксен-Веймар-Айзенаське; 14 вересня 1864)
- Орден Рутової корони (Саксонське королівство; 1864)
- Орден Вюртемберзької корони, великий хрест (Вюртемберзьке королівство; 1864)
- Орден дому Саксен-Ернестіне, великий хрест (вересень 1865)
- Орден Месиканського орла, великий хрест з ланцюгом (Мексиканська імперія; 1865)
- Орден Камехамехи I, великий хрест (Гавайське королівство; 1865)
- Орден Почесного легіону, великий хрест (Друга французька імперія; серпень 1867)